# O supradoză de moarte
O supradoză de moarte este un roman polițist scris de scriitoarea britanică Agatha Christie în anul 1940. Romanul a fost publicat în Marea Britanie în 1940 sub titlul One, Two, Buckle My Shoe și în Statele Unite în 1941 și în 1953 cu titlurile The Patriotic Murders și, respectiv, An Overdose of Death.